# Clássico do Médio Vale
Os jogos entre o Brusque Futebol Clube e o Clube Atlético Metropolitano são um clássico do futebol catarinense reconhecido como um dos grandes clássicos regionais de Santa Catarina. A rivalidade começou em 2002 quando os dois clubes se enfrentaram no Campeonato Catarinense da Série B daquele ano.
O Brusque é um time com vários títulos apesar de sua pouca idade incluindo um Campeonato Brasileiro da Série D de 2019 e um Campeonato Catarinense de 1992. Já o Metropolitano é conhecido por seus vários anos de Série A do Campeonato Catarinense e de Série D do Campeonato Brasileiro, porém nos últimos anos vem tendo alguns descensos na sua história.
É um clássico marcado pelo seu equilíbrio, porém no ano de 2019 o Brusque aplicou a maior goleada da história do confronto. Um sonoro 6 a 1 em plano estádio Augusto Bauer com um público de 1.254 pessoas pelo Campeonato Catarinense.

## Estatísticas
| Estatística do Confronto         | |
| Número de jogos                  | 40 |
| Vítórias do Brusque              | 17 |
| Empates                          | 7 |
| Vitórias do Metropolitano        | 16 |
| Gols marcados pelo Brusque       | 59 |
| Gols marcados pelo Metropolitano | 51 |
| Maior goleada do Brusque         | Brusque 6 x 1 Metropolitano (Catarinense - Série A) - 20 de fevereiro de 2019 |
| Maior goleada do Metropolitano   | Metropolitano 4 x 2 Brusque (Catarinense - Série A) - 18 de fevereiro de 2006 Metropolitano 3 x 1 Brusque (Catarinense - Série A) - 22 de março de 2009 Brusque 1 x 3 Metropolitano (Brasileiro - Série D) - 3 de setembro de 2011 Metropolitano 2 x 0 Brusque (Catarinense - Série A) - 28 de janeiro de 2017 |
| Última Partida                   | Brusque 1 x 0 Metropolitano (Catarinense - Série A) - 28 de fevereiro de 2021 |

## Jogos
| Nº | Ano  | Estádio            | Casa          | Placar | Visitante     | Competição                       |
| -- | ---- | ------------------ | ------------- | ------ | ------------- | -------------------------------- |
| 1  | 2002 | Monumental do SESI | Metropolitano | 1–1    | Brusque       | Campeonato Catarinense - Série B |
| 2  | 2002 | Augusto Bauer      | Brusque       | 2–1    | Metropolitano | Campeonato Catarinense - Série B |
| 3  | 2002 | Augusto Bauer      | Brusque       | 2–3    | Metropolitano | Campeonato Catarinense - Série B |
| 4  | 2002 | Monumental do SESI | Metropolitano | 0–0    | Brusque       | Campeonato Catarinense - Série B |
| 5  | 2006 | Augusto Bauer      | Brusque       | 2–2    | Metropolitano | Campeonato Catarinense - Série A |
| 6  | 2006 | Monumental do SESI | Metropolitano | 4–2    | Brusque       | Campeonato Catarinense - Série A |
| 7  | 2006 | Monumental do SESI | Metropolitano | 2–2    | Brusque       | Campeonato Catarinense - Série A |
| 8  | 2006 | Augusto Bauer      | Brusque       | 2–1    | Metropolitano | Campeonato Catarinense - Série A |
| 9  | 2007 | Monumental do SESI | Metropolitano | 2–1    | Brusque       | Campeonato Catarinense - Série A |
| 10 | 2007 | Augusto Bauer      | Brusque       | 2–2    | Metropolitano | Campeonato Catarinense - Série A |
| 11 | 2008 | Augusto Bauer      | Brusque       | 2–0    | Metropolitano | Campeonato Catarinense - Série A |
| 12 | 2008 | Monumental do SESI | Metropolitano | 1–1    | Brusque       | Campeonato Catarinense - Série A |
| 13 | 2008 | Augusto Bauer      | Brusque       | 0–1    | Metropolitano | Copa Santa Catarina              |
| 14 | 2008 | Monumental do SESI | Metropolitano | 0–1    | Brusque       | Copa Santa Catarina              |
| 15 | 2009 | Augusto Bauer      | Brusque       | 1–0    | Metropolitano | Campeonato Catarinense - Série A |
| 16 | 2009 | Monumental do SESI | Metropolitano | 3–1    | Brusque       | Campeonato Catarinense - Série A |
| 17 | 2009 | Augusto Bauer      | Brusque       | 4–1    | Metropolitano | Copa Santa Catarina              |
| 18 | 2009 | Monumental do SESI | Metropolitano | 2–1    | Brusque       | Copa Santa Catarina              |
| 19 | 2010 | Augusto Bauer      | Brusque       | 0–1    | Metropolitano | Campeonato Catarinense - Série A |
| 20 | 2010 | Monumental do SESI | Metropolitano | 0–2    | Brusque       | Campeonato Catarinense - Série A |
| 21 | 2010 | Augusto Bauer      | Brusque       | 1–0    | Metropolitano | Copa Santa Catarina              |
| 22 | 2010 | Monumental do SESI | Metropolitano | 0–1    | Brusque       | Copa Santa Catarina              |
| 23 | 2011 | Augusto Bauer      | Brusque       | 3–1    | Metropolitano | Campeonato Catarinense - Série A |
| 24 | 2011 | Monumental do SESI | Metropolitano | 1–0    | Brusque       | Campeonato Catarinense - Série A |
| 25 | 2011 | Monumental do SESI | Metropolitano | 2–1    | Brusque       | Copa Santa Catarina              |
| 26 | 2011 | Augusto Bauer      | Brusque       | 1–0    | Metropolitano | Copa Santa Catarina              |
| 27 | 2011 | Monumental do SESI | Metropolitano | 2–1    | Brusque       | Campeonato Brasileiro - Série D  |
| 28 | 2011 | Augusto Bauer      | Brusque       | 1–3    | Metropolitano | Campeonato Brasileiro - Série D  |
| 29 | 2012 | Augusto Bauer      | Brusque       | 1–2    | Metropolitano | Campeonato Catarinense - Série A |
| 30 | 2012 | Monumental do SESI | Metropolitano | 0–1    | Brusque       | Campeonato Catarinense - Série A |
| 31 | 2013 | Augusto Bauer      | Brusque       | 0–1    | Metropolitano | Copa Santa Catarina              |
| 32 | 2013 | Monumental do SESI | Metropolitano | 2–1    | Brusque       | Copa Santa Catarina              |
| 33 | 2014 | Monumental do SESI | Metropolitano | 1–4    | Brusque       | Campeonato Catarinense - Série A |
| 34 | 2016 | Augusto Bauer      | Brusque       | 1–0    | Metropolitano | Campeonato Catarinense - Série A |
| 35 | 2016 | Monumental do SESI | Metropolitano | 2–2    | Brusque       | Campeonato Catarinense - Série A |
| 36 | 2017 | Augusto Bauer      | Brusque       | 3–2    | Metropolitano | Campeonato Catarinense - Série A |
| 37 | 2017 | Monumental do SESI | Metropolitano | 2–0    | Brusque       | Campeonato Catarinense - Série A |
| 38 | 2019 | Augusto Bauer      | Brusque       | 6–1    | Metropolitano | Campeonato Catarinense - Série A |
| 39 | 2019 | Monumental do SESI | Metropolitano | 2–1    | Brusque       | Campeonato Catarinense - Série A |
| 40 | 2021 | Augusto Bauer      | Brusque       | 1–0    | Metropolitano | Campeonato Catarinense - Série A |

## Títulos
Quadro comparativo
| Competições                      | Brusque | Metropolitano |
| -------------------------------- | ------- | ------------- |
| Campeonato Brasileiro - Série D  | 1       | 0             |
| Recopa Sul-Brasileira            | 1       | 0             |
| Campeonato Catarinense - Série A | 2       | 0             |
| Campeonato Catarinense - Série B | 3       | 1             |
| Copa Santa Catarina              | 5       | 0             |
| Recopa Catarinense               | 2       | 0             |
| Total                            | 14      | 1             |

## Participações
Quadro comparativo
|  | Participações em 2025 |

| Competições                      | Brusque | Metropolitano |
| -------------------------------- | ------- | ------------- |
| Campeonato Brasileiro - Série B  | 4       | 0             |
| Campeonato Brasileiro - Série C  | 4       | 1             |
| Campeonato Brasileiro - Série D  | 6       | 8             |
| Copa do Brasil                   | 10      | 0             |
| Campeonato Catarinense - Série A | 29      | 15            |
| Campeonato Catarinense - Série B | 9       | 10            |
| Campeonato Catarinense - Série C | 1       | 0             |
| Copa Santa Catarina              | 12      | 7             |
| Recopa Catarinense               | 3       | 0             |

## Ranking CBF
|               | Ranking    |
| ------------- | ---------- |
| Brusque       | 35.º lugar |
| Metropolitano | Não Consta |